# 張青

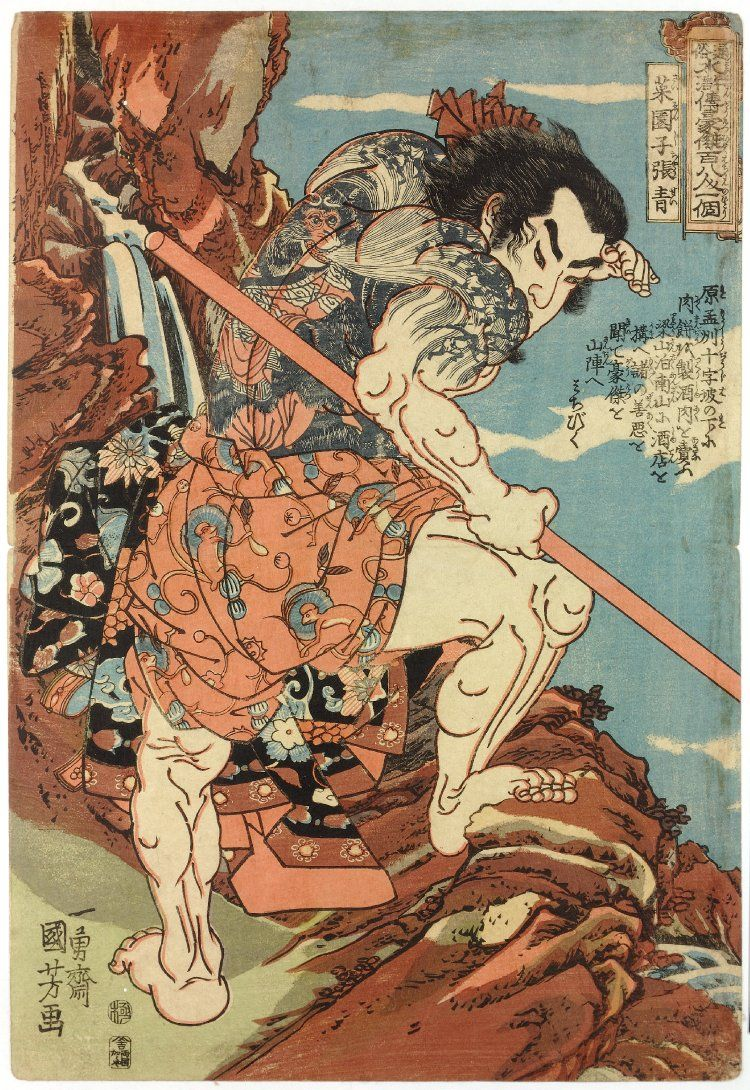
張青

張 青（ちょう せい）は、中国の小説で四大奇書の一つである『水滸伝』に出てくる登場人物。梁山泊第百二位の好漢で、地刑星の生まれ変わり。渾名は菜園子（さいえんし）で、過去に孟州の光明寺で野菜畑の番人をしていたことに由来する。妻に孫二娘がいる。

## 生涯
元は孟州の光明寺の菜園の番人だったが、僧侶を殺してしまい追剥家業に身を落とす。孟州の十字坡で妻の孫二娘とともに居酒屋を営むが、この居酒屋で金目の物を持った旅人を殺して金品を奪うなどしていた。あるとき孟州に流罪となって護送中の武松が通りかかったとき、これを孫二娘が盛りつぶそうとするが武松はこれを見破って未遂に終わるという一件があり、張青は武松に丁寧に詫びて結局武松と義兄弟の契りを結んだ。後に張蒙方を殺して逃亡してきた武松と再会し、青州二竜山の魯智深や楊志のもとへ行くことを勧めた。このとき武松に以前孫二娘が盛りつぶした行者の衣装を提供し、武松の渾名が「行者」となるきっかけを作った。自身も後に孫二娘とともに二竜山に加わり、魯智深らとともに梁山泊入りした。梁山泊では夫婦で西山酒店を担当し、情報探知や梁山泊を訪れる人の応接にあたった。方臘討伐の際に、歙州で討ち死にした。